# تاتوره ۱۲۷۰

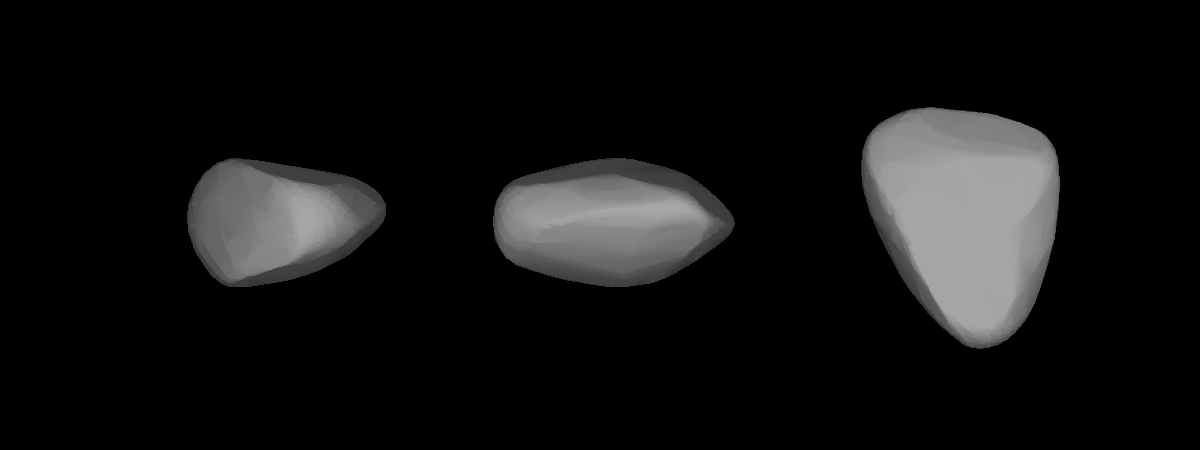
مدل سه بعدی از سیارک

سیارک ۱۲۷۰ (به انگلیسی: 1270 Datura، نامگذاری:1930YE) هزار و دویست و هفتادمین سیارک کشف شده‌است که در ۱۷ دسامبر ۱۹۳۰ کشف شد.
قدر مطلق سیارک برابر ۱۲٫۵۰ است.